# Bug (softver)
Bug je izraz koji se koristi za opisivanje grješke, kolapsa, ili neispravnost u radu nekog softvera na računalnom sustavu. Većina grješaka (bugova) plod su pogrešne izvedbe u izvornom kodu, dizajnu ili neke su uzrok pogrešne izvedbe u sklopovlju ili u programu prevoditelju (manje rijetko).